# Vega Alta (Cuba)
Vega Alta es un pueblo y consejo popular en Camajuaní, Provincia de Villa Clara, Cuba. Está en las inmediaciones del Río Sagua La Chica, con pueblos vecinos como Canoa, Chicharón, Rincón, La Levisa, La Luz, La Catalina, La Doncella, y El Cubano.

## Consejo Popular

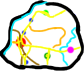
Mapa de Consejo Popular de Vega Altas (es posible que algunos lugares no estén confirmados para estar en el consejo popular de Vega Alta)

El Consejo Popular de Vega Altas es un organismo local de Vega Alta y pueblos cercanos. Los pueblos del Consejo Popular de Vega Altas incluyen:
- Rincón
- La Lebiza
- El Cubano
- Benito Ramirez, el Pueblo de los trabajadores de CPA Benito Ramírez
- Guerrero

El consejo popular tiene los cooperativas de:
- CPA Benito Ramírez, norte de La Luz
- CCS Raúl Torres Acosta, norte del Pueblo de Vega Alta
- CCS Mártires de Vueltas, en Guerrero
- CCS Juan Francisco Aro, en el Rincón

## Geografía
Los lugares cercanos que están al norte, noreste, este, sureste, sur, suroeste, oeste y noroeste de la ciudad son:
    Tierras de cultivo 
      Canoa   Rincón 
 Tierras de cultivo    Tierras de cultivo 
 Tierras de cultivo    La Luz 
        Carmita

## Historia
Vega Alta fue fundada en 1883 cuando se establecieron allí las familias de Rafael Pérez Borroto, Don Vicente Revuelta y Manuela Rodríguez.